# Sfärernas harmoni
Sfärernas harmoni eller sfärernas musik är ett begrepp sprunget ur grekiska astronomers, från Platon till Ptolemaios, utveckling av homocentriska roterande sfärer, som förklaring till himlakropparnas skenbara rörelser.
Sfärerna som ursprungligen var enbart tänkta matematiska grepp, fick med Aristoteles införande av ytterligare 22 materiella sfärer av genomskinlig kristall en ytterligare dimension. Denna hade redan de pytagoreiska naturfilosoferna tagit fasta på och menade att sfärernas rörelser alstrar toner, vars klang är i perfekt harmoni med naturens ordning.